# Hervé Lequeux
Hervé Lequeux (* 20. února 1972, Sète) je francouzský fotograf, dokumentarista a autor multimédií. V roce 2021 vyhrál Cenu Lucase Dolegy.

## Životopis
Hervé Lequeux se narodil 20. února 1972 v Sète.
Ve své vorbě se zaměřil na alter-globalizační hnutí, které po dobu šesti let dokumentoval na různých demonstracích. Tato práce o alter-globalizaci byla publikována v Technikart.
V roce 2010 byla jeho práce o imigraci do Francie promítnuta na festivalu Visa pour l'Image. V roce 2011 se věnoval tuniské, egyptské a libyjské revoluci a po mnoho let dokumentoval mládež v dělnických čtvrtích ve Francii i jinde.
Od září 2020 se zajímal o situaci nezletilých osob bez doprovodu v okrese Goutte d'Or, což je projekt, který chce uskutečnit v dalších francouzských městech i v Evropě.
Hervé Lequeux v roce 2021 získal Cenu Lucase Dolegy za jeho práci o nečinné mládeži v oblasti Goutte a v Paříži.
Na volné noze fotograf nastoupil do studia Hanse Lucase v roce 2013. Jeho fotografie jsou publikovány v tisku a časopisech, jako jsou například Le Monde L’Obs, Le Temps, La Vie, Polka Magazine, 6Mois, VSD, Mediapart, M, le magazine du Monde, Le Parisien magazine, Fisheye Magazine, Vice a další.

## Publikace
- Altermondialistes chronique d'une révolution en marche, éditions Alternatives, 2006
- A French Youth, Éditions Pierre Bessard, 2015
- Une jeunesse française, avec Sébastien Deslandes, André Frère Éditions, Paříž, 2017[8][12]

Kolektivní práce
- La France vue d’ici, imagesSingulières / Mediapart, Éditions de La Martinière, Paříž, 2017[13]

## Dokumenty
- Les Oubliés de la République (Zapomenutá republika), film Hervé Lequeux, Pierre Pavia, Laura Zornitta, Francie, 2007, 52 min.[14]
- Le Ministère (Ministerstvo), multimediální dokument vytvořený se Sébastienem Deslandesem « o osudu nelegálních migrantů, kteří bojují za získání dokumentů pro život ve Francii„. Produkce Cinesens, 2010.

## Výstavy a projekce
Neúplný seznam
- 2010: Le ministère, Festival Visa pour l'Image, Perpignan[10]
- 2012: Une jeunesse française, Festival Visa pour l'Image, Perpignan[3]
- 2014: N.YC visions, Fotofever, Galerie Charlet, Caroussel du Louvre, Paris
- 2015: Une jeunesse de Clichy sous Bois, Photodoc 2015, Mois de la Photo, Paris.
- 2016: Tbilissi Photo Festival[10]
- 2016: Zoom Photo Festival de Chicoutimi au Canada[10]
- 2016: Habiter le campement, exposition collective, Cité de l'architecture et du patrimoine, Paris[15]
- 2017: Festival Images singulières, Sète[16][17]
- 2018: Une jeunesse française, Centre Culturel Français de Kiel[18]
- 2019: Regards croisés sur les quartiers, Institut français de Düsseldorf[19]
- 2020: Pandemic , exposition collective, Festival Visa pour l'Image, Perpignan[3]

## Ceny a ocenění
- 2011: Grant od Centre national des arts plastiques – Ministerstva kultury[10]
- 2021: Prix Lucas Dolega za reportáž «une jeunesse désœuvrée du quartier de la Goutte d'Or à Paris»[5][20]
- 2021: Coup de cœur au Prix ANI-PixTrakk pour «Neuf-trois» dokumentární zpráva o populaci v Seine-Saint-Denis.[21]